# Mogens Diemar
Mogens Diemar, född 8 juni 1926 i Köpenhamn, död 28 mars 2015 i Eksjö, var en dansk-svensk läkare. Han ingick 1956 äktenskap med Birgit Johansen och blev far till Torsten Diemar, som musiker och journalist känd under artistnamnet Michael Dee.
Diemar, som var son till lasarettsläkaren Svend Diemar och pianisten Jessi Fausbøll, avlade studentexamen i Köpenhamn 1945, blev medicine kandidat där 1953, avlade dansk läkarexamen där 1963 och erhöll svensk läkarlegitimation 1971. Han var tillförordnad underläkare och amanuens vid medicinska thoraxkliniken på Karolinska sjukhuset 1964–1965, tillförordnad underläkare och tillförordnad överläkare på Riksförsäkringsverkets sjukhus i Nynäshamn 1965–1966, tillförordnad underläkare vid kirurgiska kliniken i Eksjö 1966–1970, tillförordnad underläkare vid medicinska kliniken på Jönköpings lasarett 1970–1971. Han var även lärare vid Vårdyrkesskolan i Jönköping från 1969. Han blev överläkare på långvårdskliniken i Eksjö 1971 och överläkare/klinikchef vid långvårdskliniken på Köpings lasarett 1982.